# 罗卜藏车凌
罗卜藏车凌，又作译罗卜藏策楞，卫拉特蒙古和硕特部台吉，博尔济吉特氏，固始汗兄昆都伦乌巴什的四世孙。
罗卜藏车凌开始为准噶尔汗国属部首领，准噶尔浑台吉噶尔丹策零妹夫（一说姐夫）。雍正九年（1731年），他不满噶尔丹策零，于是和避居准噶尔的青海罗卜藏丹津（固始汗之孙）谋叛准噶尔，事发，害怕被噶尔丹策零惩罚，于是领兵万人西逃，想要逃到伏尔加河的土尔扈特汗国，被准噶尔擒获，一说逃到布鲁特后病死。他的妻子达什色布腾，被迫改嫁给辉特部首领卫征和硕齐。属部之后在额琳哈毕尔噶（今新疆维吾尔自治区依连哈比尔尕山）驻牧。